# Next Flight
Next Flight est le 4e single "major" et 8e single au total du groupe de rock japonais PASSPO☆. Bathtub signifie baignoire en français.

## Présentation
Le single est sorti le 13 juin 2012 au Japon sous le label Universal J, et atteint la 6e place du classement des ventes de l'oricon le jour de sa sortie. 
Il sort dans trois éditions, chacune avec une pochette illustrée différemment. 
L'édition normale dite "disque classe économique" (エコノミークラス盤, economy class ban) comporte seulement un CD. Les deux éditions limitées "disque classe business" (ビジネスクラス盤, business class ban) et "disque première classe" (ファーストクラス盤, first class ban) sont accompagnées d'un DVD supplémentaire. En outre les éditions limitées issues du premier pressage contiennent un billet qui permet de participer à une rencontre (event) de "serrage de mains" (握手会, akushukai) avec une membre du groupe.

## Membres
- Ai Negishi
- Yukimi Fujimoto
- Makoto Okunaka
- Natsumi Iwamura
- Mio Masui
- Shiori Mori
- Sako Makita
- Naomi Anzai
- Anna Tamai

## Titres
CD (toutes éditions)
1. Next Flight
2. Bathtub
3. Next Flight (instrumental)
4. Bathtub (instrumental)

DVD de l'édition First Class
1. Next Flight (Music Video)  (clip vidéo)

DVD de l'édition Business Class
1. Bathtub (Music Video)